# برهنه‌سازی (علوم زمین)
برهنه‌سازی (انگلیسی: Denudation) فرایندی زمین‌شناختی است که در آن حرکت آب، باد و امواج، سطح زمین را فرسایش داده و منجر به کاهش ارتفاع و ناهمواری زمین‌چهرها و چشم‌اندازها می‌شود. اگرچه واژه‌های فرسایش و برهنه‌سازی به جای یکدیگر استفاده می‌شوند، فرسایش عبارت است از انتقال خاک و سنگ از یک مکان به مکان دیگر ولی برهنه‌سازی مجموع فرایندهایی از جمله فرسایش است که منجر به پایین آمدن سطح زمین می‌شود. فرایندهای درون‌زاد مانند آتشفشان، زمین‌لرزه و بالاآمدگی زمین‌ساختی می‌توانند باعث این شوند که پوسته قاره‌ای در معرض فرایندهای برون‌زاد مانند هوازدگی، فرسایش و حرکت توده‌ای قرار گیرد. اثرات برهنه‌سازی برای هزاران سال ثبت شده اما مکانیک پشت آن در ۲۰۰ سال گذشته مورد بحث بوده است و تنها در چند دهه گذشته درک آنها آغاز شده است.

## شرح
برهنه‌سازی شامل فرایندهای مکانیکی، زیست‌شناختی و شیمیایی فرسایش، هوازدگی و حرکت‌های توده‌ای است. برهنه‌سازی می‌تواند شامل حذف ذرات جامد و مواد محلول باشد. اینها شامل فرایندهای فرعی شکستگی یخ، هوازدگی تابشی، وارفتگی، هوازدگی نمک، برهم‌زدگی زیستی و تأثیرات انسانی باشد.

## نمونه‌ها

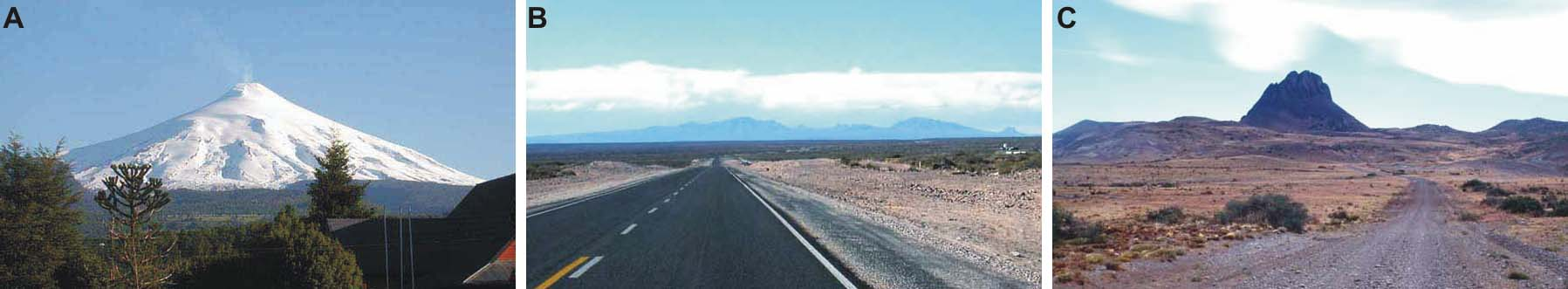
A) آتشفشان ویلاریکا، شیلی، آتشفشانی بدون اثرات فرسایش و برهنه‌سازی B) آتشفشان چاچاهن، استان مندوسا، آرژانتین، آتشفشانی با اثرات قوی فرسایشی ولی بدون برهنه‌سازی C) دریاچه کاردیل، استان سانتا کروس، آرژانتین، آرژانتین، یک منطقه آتشفشانی با اثرات برهنه‌سازی قوی که بدنه سنگی زیرآتشفشانی را در معرض دید قرار داده است.

برهنه‌سازی باعث رخنمون ساختارهای عمیق زیرآتشفشانی در سطح کنونی منطقه‌ای می‌شود که زمانی فعالیت آتشفشانی در آن رخ داده است. ساختارهای زیرآتشفشانی مانند درپوش آتشفشانی و آذرین‌تیغه‌ها با فرایند برهنه‌سازی در سطح زمین آشکار می‌شوند.

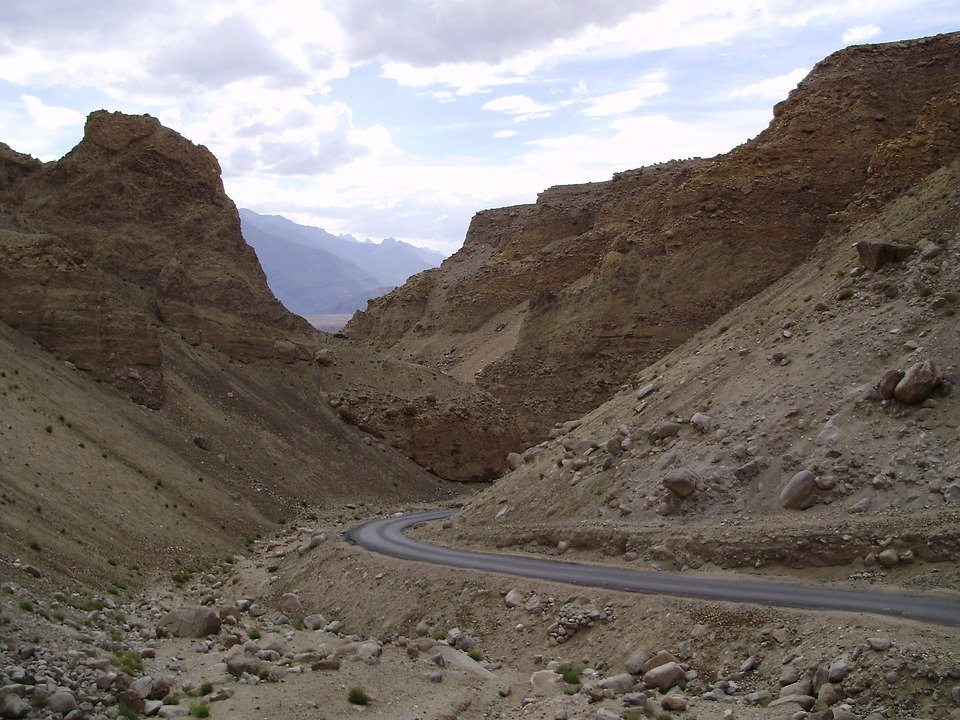
جاده‌ای کوهستانی در لداخ که نشانه‌هایی از حرکت توده‌ای و فرسایش انبوه را نشان می‌دهد که منجر به رخنمون سنگ بستر شده است.
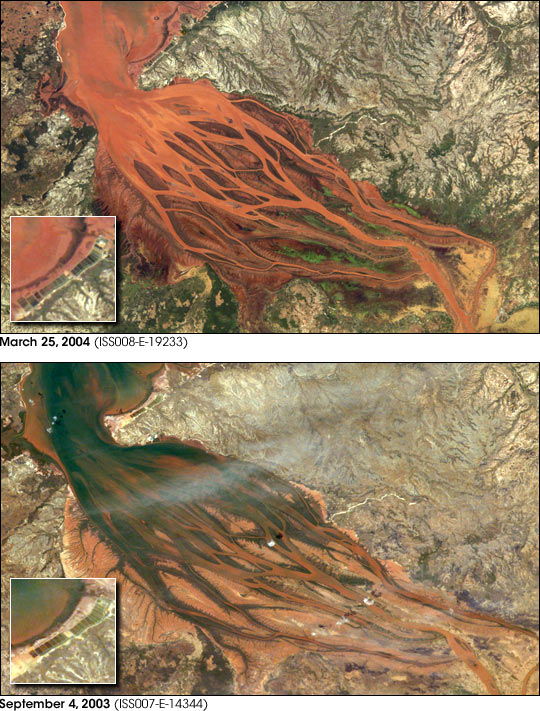
تصاویر ماهواره‌ای که فرسایش شدید خور بتسیبوکا در ماداگاسکار به دلیل جنگل زدایی را نشان می‌دهد که منجر به برهنه‌سازی سریع و یکی از سریع‌ترین تغییرات خطوط ساحلی می‌شود.
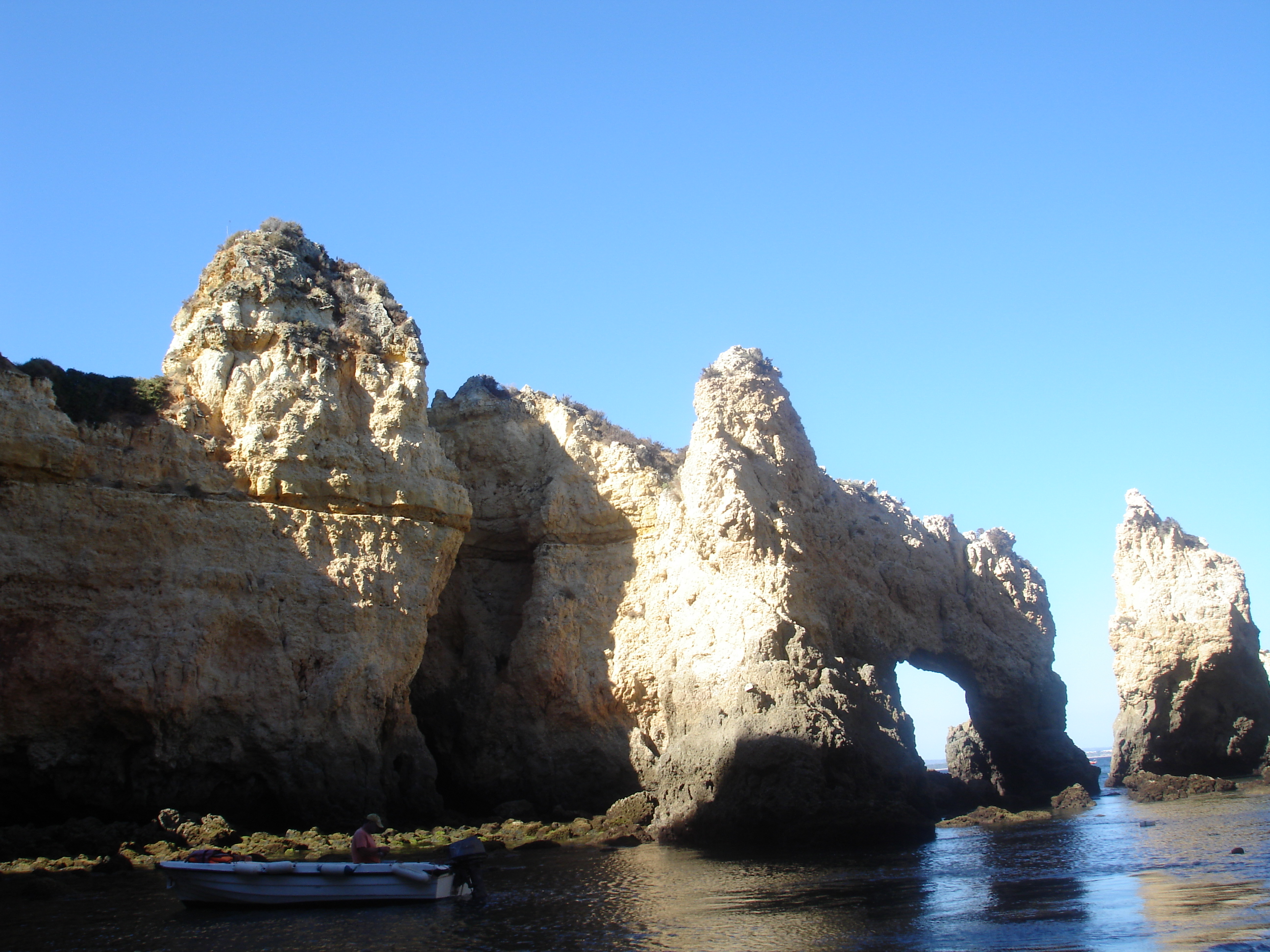
صخره‌های یک خط ساحلی در پرتغال که به دلیل فرسایش و هوازدگی عمدتاً از آب و نمک برهنه شده‌اند.

نمونه‌های دیگر عبارتند از:
- زمین‌لغزش بر اثر زمین‌لرزه؛
- هالوکلاستی، تجمع نمک در شکاف‌های سنگ‌ها که منجر به فرسایش و هوازدگی می‌شود.[۷]
- تجمع یخ در شکاف سنگ ها؛
- میکروارگانیسم‌هایی که از طریق تنفس سلولی به هوازدگی کمک می‌کنند.